# Wioślarstwo na Letnich Igrzyskach Olimpijskich 1928 – czwórka bez sternika mężczyzn
Rywalizacja w czwórkach bez sternika mężczyzn w wioślarstwie na Letnich Igrzyskach Olimpijskich 1928 rozgrywana była między 3 a 10 sierpnia 1928 we wsi Sloten.
Do zawodów zgłoszonych zostało 6 osad.

## Wyniki

### Runda 1
Zwycięzcy każdego z biegów awansowali do dalszej rundy. Przegrana osada brała udział w repasażach.
| Bieg 1  | Bieg 1            | Bieg 1                                                           | Bieg 1 | Bieg 1 |
| Miejsce | Narodowość        | Zawodnicy                                                        | Czas   | Kwal.  |
| ------- | ----------------- | ---------------------------------------------------------------- | ------ | ------ |
| 1       | Włochy            | Cesare Rossi Pietro Freschi Umberto Bonadè Paolo Gennari         | 7:24,6 | Q      |
| 2       | Holandia          | Simon Bon Egbertus Waller Ansco Dokkum Paul Maasland             | 7:35,8 |        |
| Bieg 2  |                   |                                                                  |        |        |
| Miejsce | Narodowość        | Zawodnicy                                                        | Czas   | Kwal.  |
| 1       | Stany Zjednoczone | Charles Karle William Miller George Healis Ernest Bayer          | 7:16,8 | Q      |
| 2       | Niemcy            | Heinrich Zänker Wolfgang Goedecke Günther Roll Werner Zschiesche | 7:21,0 |        |
| Bieg 3  |                   |                                                                  |        |        |
| Miejsce | Narodowość        | Zawodnicy                                                        | Czas   | Kwal.  |
| 1       | Wielka Brytania   | John Lander Michael Warriner Richard Beesly Edward Vaughan Bevan | 7:44,2 | Q      |
| 2       | Francja           | Henri Bonzano Albert Bonzano Émile Lecuirot Louis Devillié       | 7:58,2 |        |

### Repasaże
Zwycięzca awansował do drugiej rundy. Przegrywająca osada odpadała z rywalizacji.
| Bieg 1  | Bieg 1     | Bieg 1                                                           | Bieg 1 | Bieg 1 |
| Miejsce | Narodowość | Zawodnicy                                                        | Czas   | Kwal.  |
| ------- | ---------- | ---------------------------------------------------------------- | ------ | ------ |
| 1       | Niemcy     | Heinrich Zänker Wolfgang Goedecke Günther Roll Werner Zschiesche | 7:21,4 | Q      |
| 2       | Holandia   | Simon Bon Egbertus Waller Ansco Dokkum Paul Maasland             | 7:30,2 |        |
| Bieg 2  |            |                                                                  |        |        |
| Miejsce | Narodowość | Zawodnicy                                                        | Czas   | Kwal.  |
| 1       | Francja    | Henri Bonzano Albert Bonzano Émile Lecuirot Louis Devillié       | 7:52,0 | Q      |
| 2       | bye        | bye                                                              | bye    | bye    |

### Runda 2
| Bieg 1  | Bieg 1            | Bieg 1                                                           | Bieg 1 | Bieg 1 |
| Miejsce | Narodowość        | Zawodnicy                                                        | Czas   | Kwal.  |
| ------- | ----------------- | ---------------------------------------------------------------- | ------ | ------ |
| 1       | Wielka Brytania   | John Lander Michael Warriner Richard Beesly Edward Vaughan Bevan | 6:42,4 | Q      |
| 2       | Niemcy            | Heinrich Zänker Wolfgang Goedecke Günther Roll Werner Zschiesche | b.d.   |        |
| Bieg 2  |                   |                                                                  |        |        |
| Miejsce | Narodowość        | Zawodnicy                                                        | Czas   | Kwal.  |
| 1       | Stany Zjednoczone | Charles Karle William Miller George Healis Ernest Bayer          | 7:12,6 | Q      |
| 2       | Francja           | Henri Bonzano Albert Bonzano Émile Lecuirot Louis Devillié       | DNS    | DNS    |
| Bieg 3  |                   |                                                                  |        |        |
| Miejsce | Narodowość        | Zawodnicy                                                        | Czas   | Kwal.  |
| 1       | Włochy            | Cesare Rossi Pietro Freschi Umberto Bonadè Paolo Gennari         | 7:01,6 | Q      |
| 2       | bye               | bye                                                              | bye    | bye    |

### Półfinały
Osada Wielkiej Brytanii awansowała wraz z osadą Stanów Zjednoczonych do finału. Osada Włoch zdobyła brązowy medal.
| Bieg 1  | Bieg 1            | Bieg 1                                                           | Bieg 1 | Bieg 1 |
| Miejsce | Narodowość        | Zawodnicy                                                        | Czas   | Kwal.  |
| ------- | ----------------- | ---------------------------------------------------------------- | ------ | ------ |
| 1       | Stany Zjednoczone | Charles Karle William Miller George Healis Ernest Bayer          | 6:29,4 | Q      |
| 2.      | Włochy            | Cesare Rossi Pietro Freschi Umberto Bonadè Paolo Gennari         | 6:31,6 |        |
| Bieg 2  |                   |                                                                  |        |        |
| Miejsce | Narodowość        | Zawodnicy                                                        | Czas   | Kwal.  |
| 1       | Wielka Brytania   | John Lander Michael Warriner Richard Beesly Edward Vaughan Bevan | 6:50,4 | Q      |
| 2       | bye               | bye                                                              | bye    | bye    |

### Finał
| Bieg 1  | Bieg 1            | Bieg 1                                                           | Bieg 1 | Bieg 1 |
| Miejsce | Narodowość        | Zawodnicy                                                        | Czas   | Kwal.  |
| ------- | ----------------- | ---------------------------------------------------------------- | ------ | ------ |
| złoto   | Wielka Brytania   | John Lander Michael Warriner Richard Beesly Edward Vaughan Bevan | 6:36,0 |        |
| srebro  | Stany Zjednoczone | Charles Karle William Miller George Healis Ernest Bayer          | 6:37,0 |        |